# Fronleichnamskirche (Guty)

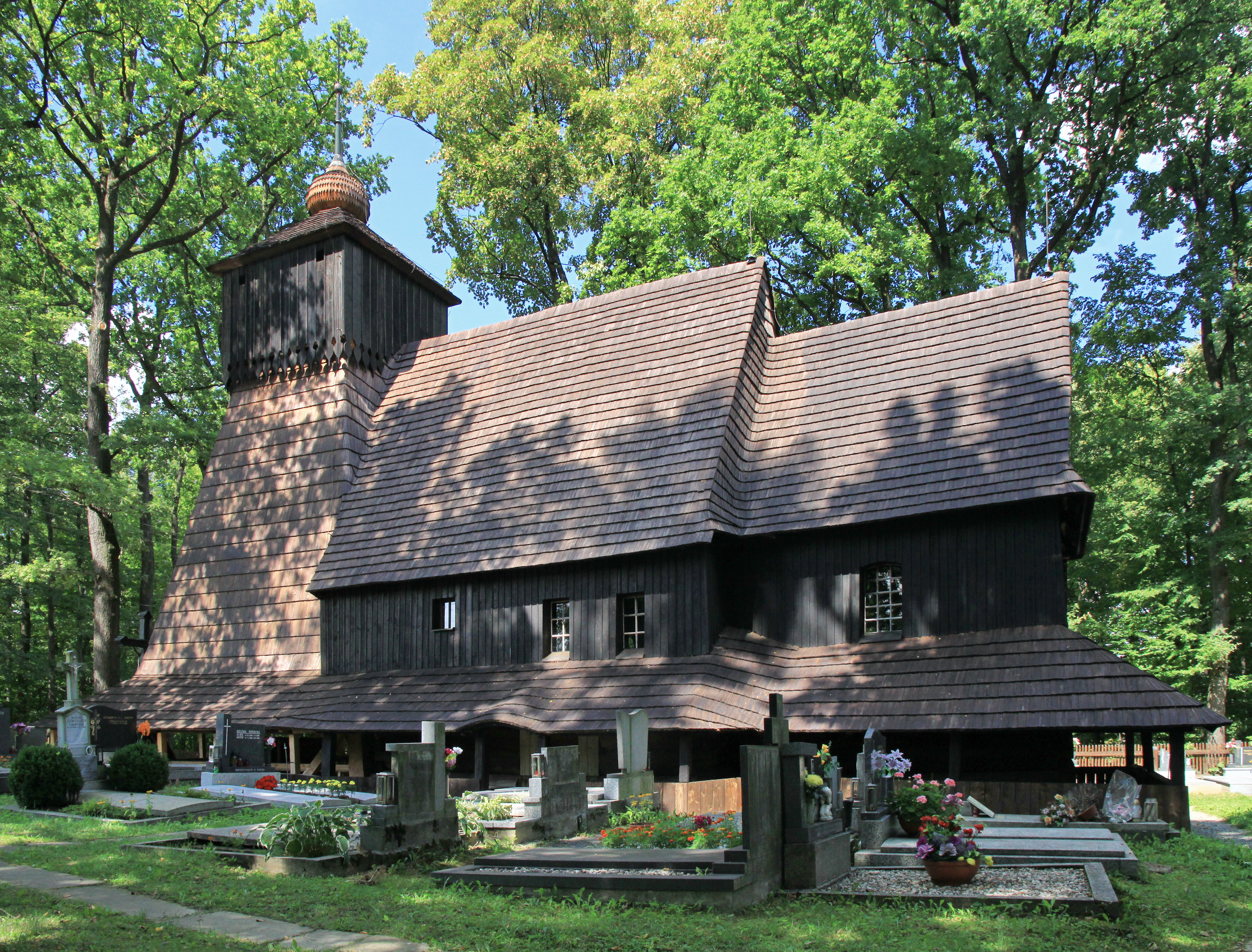
Fronleichnamskirche in Guty, 2013

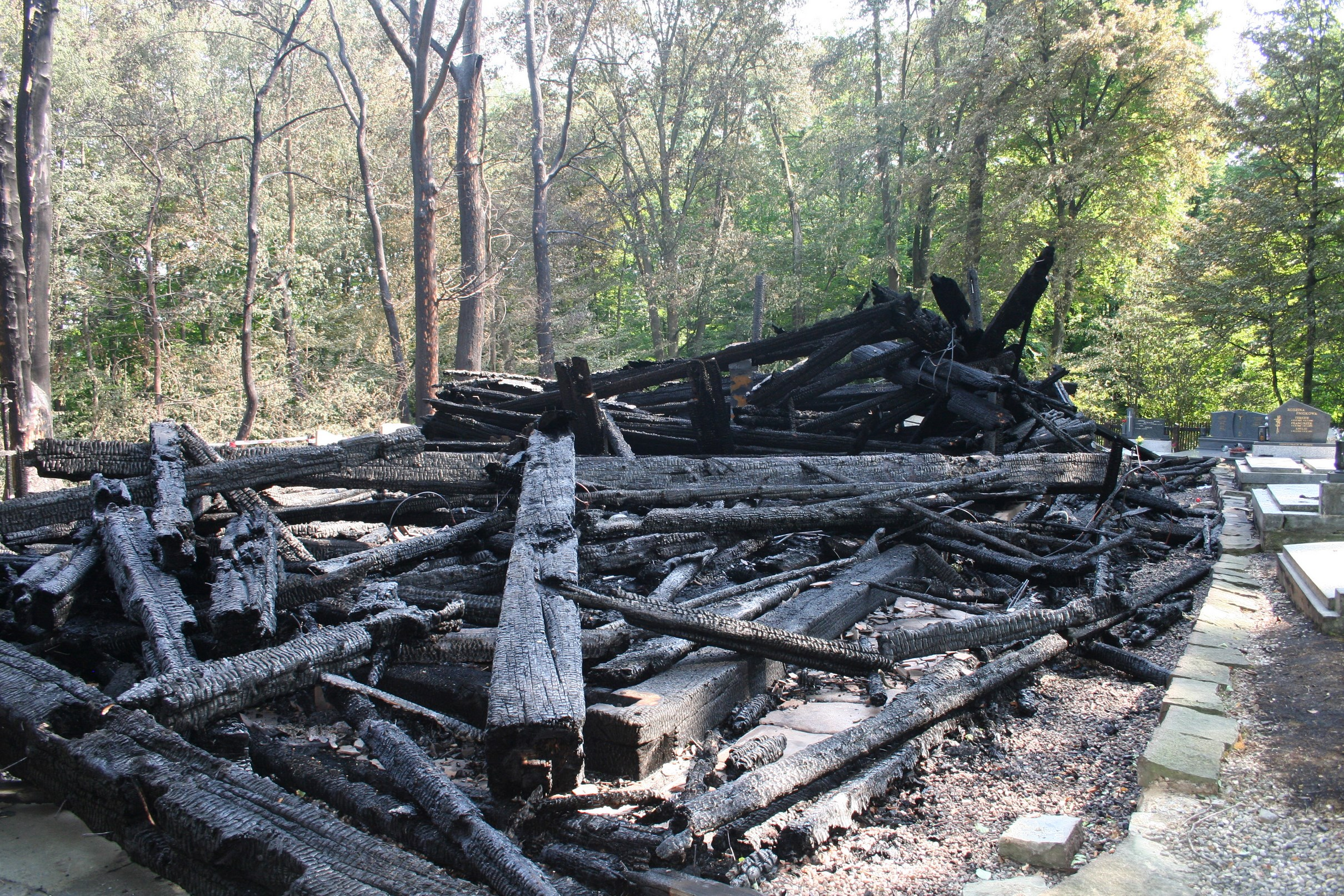
Brandstelle, August 2017

Die Fronleichnamskirche in Guty, heute ein Stadtteil von Třinec in Tschechien, war eine spätestens 1563 errichtete Schrotholzkirche im Herzogtum Teschen. Sie war zunächst eine lutherische und seit 1654 eine römisch-katholische Kirche. Wegen ihres Alters und wegen der weitgehend ursprünglich erhaltenen Bausubstanz galt sie als eine der historisch bedeutendsten Holzkirchen der Tschechischen Republik.
Die Kirche mit allen enthaltenen Kunstschätzen, teilweise aus der zweiten Hälfte des 16. Jahrhunderts, wurde in der Nacht vom 1. auf den 2. August 2017 durch einen Brand völlig zerstört.

## Geschichte

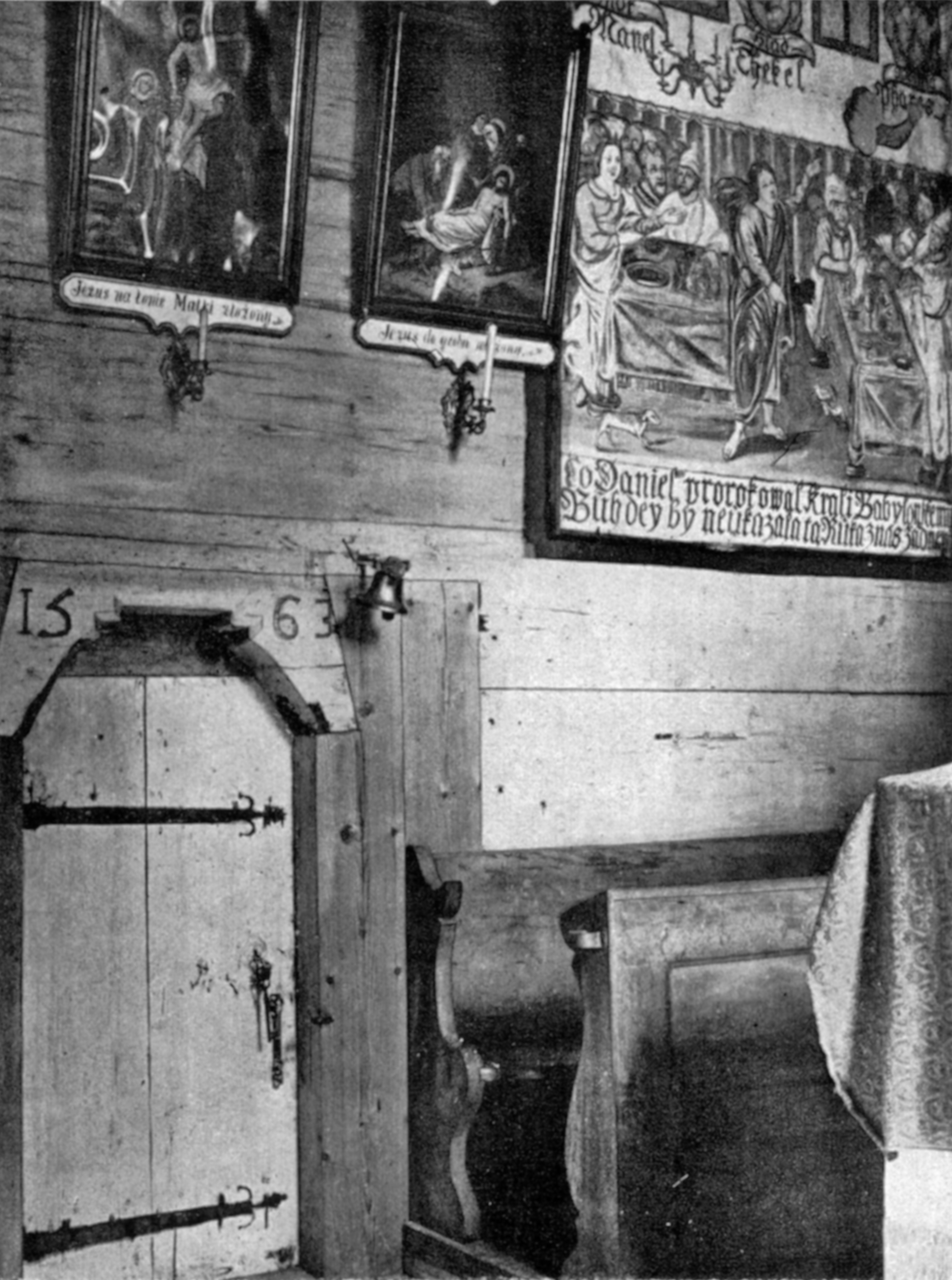
Tür zur Sakristei mit der Jahreszahl „1563“, um 1927

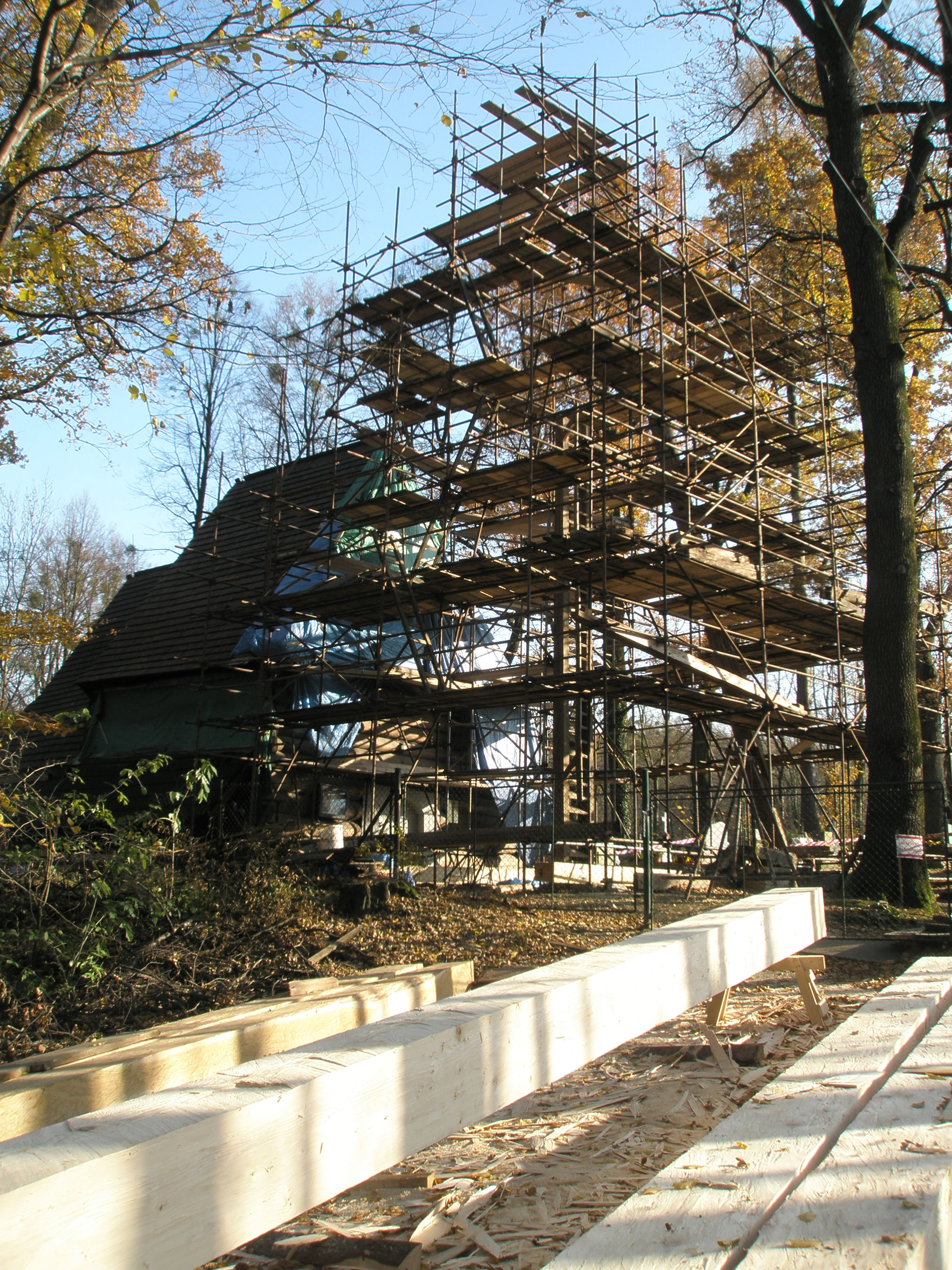
Fronleichnamskirche während der Renovierung, 2011

Eine Schnitzerei über der Tür zur Sakristei deutete auf die Erbauung im Jahr 1563 hin, es wird aber nicht ausgeschlossen, dass der Bau wesentlich älter war. Die älteste Glocke der Kirche wurde 1565 gegossen und war noch erhalten. Zu jener Zeit war die Region um Guty lutherisch geprägt. Nach dem Westfälischen Frieden von 1648 wurde die Rekatholisierung Schlesiens betrieben. 1653 begann nach dessen Heimfall an die böhmische Krone die Rekatholisierung des Herzogtums Teschen. Bereits im folgenden Jahr waren 27 evangelische Kirchen des Herzogtums katholisch geworden. Zu ihnen gehörte auch die Fronleichnamskirche, die am 23. März 1654 an die Katholiken übergeben wurde. Die Protestanten unterlagen seinerzeit der Verfolgung und wurden in großer Zahl vertrieben oder zum Übertritt zum katholischen Glauben gezwungen.
Ein Kircheninventar aus dem Jahr 1804 gibt an, dass die Fronleichnamskirche am 8. Januar 1661 durch den Krakauer Weihbischof Mikołaj Oborski dem Leib Christi gewidmet und geweiht wurde. 1679 ist die Fronleichnamskirche erstmals in einer überlieferten Urkunde erwähnt. In einem Visitationsprotokoll wurde ihr Patrozinium des Heiligen Leibs Christi genannt und sie als Filialkirche der Pfarrgemeinde Střítež bezeichnet. Zudem wurde angegeben, dass die Kirche und der Altar nicht geweiht zu sein schienen, als Altar werde ein  nicht geweihter Stein verwendet. Der scheinbare Widerspruch in den Angaben zur Weihe der Kirche wird damit erklärt, dass im Jahr 1665 die Pfarrstelle in Střítež neu besetzt worden sei. Der neue Pfarrer war möglicherweise nicht über die vor seiner Amtszeit vorgenommene Weihe informiert.
Nach Inkrafttreten des Toleranzpatents von 1781 wandte sich die große Mehrheit der Bürger der Region von der katholischen Kirche wieder ab. Das Gotteshaus blieb jedoch katholisch und war zuletzt eine Filialkirche der Pfarrgemeinde Ropice und Střítež. Am 7. Juni 1863 feierte die Gemeinde das 300-jährige Bestehen der Fronleichnamskirche. Für diesen Anlass wurde die Kirche gründlich renoviert, zur Deckung der Kosten trug der österreichische Erzherzog Albrecht von Österreich-Teschen wesentlich bei. Der angrenzende Friedhof wurde bis 1882 für Bestattungen von Katholiken und Protestanten genutzt.
Die in fast jedem Dorf stehenden schlesischen Holzkirchen gingen im 19. Jahrhundert in großer Zahl verloren. Dabei spielten nicht nur die Anfälligkeit des Holzes und mangelhafte Instandhaltung eine Rolle. Die Bevölkerung sah in den Holzkirchen zunehmend ein Provisorium und bevorzugte repräsentative Steinbauten. Zu Beginn des 20. Jahrhunderts war die Fronleichnamskirche ebenfalls von der Zerstörung bedroht. Ein verstorbener Gemeindepfarrer hatte testamentarisch 4.000 Kronen für den Bau einer neuen Kirche vermacht, die die Fronleichnamskirche ersetzen sollte. Es ist unklar, warum das Bauvorhaben nicht durchgeführt wurde.
Die Fronleichnamskirche war die älteste erhaltene Schrotholzkirche im tschechischen Teil des ehemaligen Herzogtums Teschen. Dass sie über Jahrhunderte unzerstört blieb und ein großer Teil der ursprünglichen Bausubstanz aus dem 16. Jahrhundert erhalten war, wird auf die sehr geringe Zahl katholischer Gläubiger in Guty zurückgeführt. So lebten in Guty im Jahr 1801 nur zwei Katholiken, 1867 standen 5 Katholiken 769 Protestanten gegenüber. Am 3. Mai 1958 wurde die Fronleichnamskirche mit der Registernummer 46321/8-659 auf der Liste der tschechischen Kulturdenkmäler eingetragen.
2001 wurde die Glocke aus dem Jahr 1565 gestohlen. Der Diebstahl löste in der Ortsbevölkerung eine Welle der Empörung aus. Schließlich wurde die Glocke in Karpentná, einem nur wenige Kilometer entfernten anderen Ortsteil von Třinec, in einem Graben entdeckt. Der Klöppel war nicht mehr vorhanden, die Täter wurden nie ermittelt.
In den Jahren 2011 bis 2012 wurde die Fronleichnamskirche für 4,3 Millionen Tschechische Kronen restauriert. Die Mittel stammten überwiegend aus einem Förderprogramm der Europäischen Union für die Region Mähren-Schlesien, einen kleineren Teil trugen die Stadt Třinec und private Spender bei. Bei der Restauration wurden unter anderem das Dach und tragende Teile der Turmkonstruktion ersetzt. Der Turm wurde im Zuge der Arbeiten abgetragen und wieder aufgebaut.

## Architektur

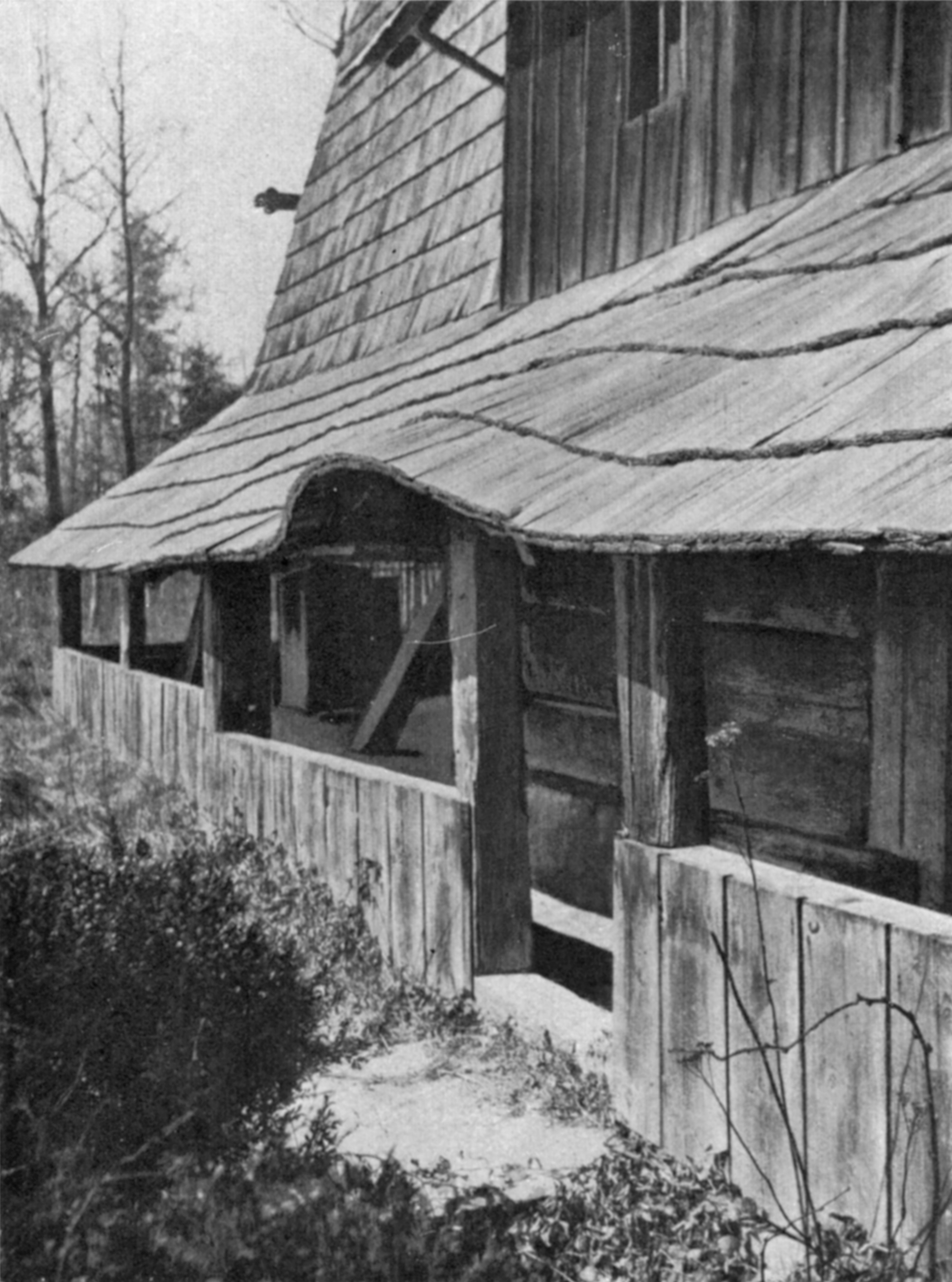
Überdachter umlaufender Gang, um 1927

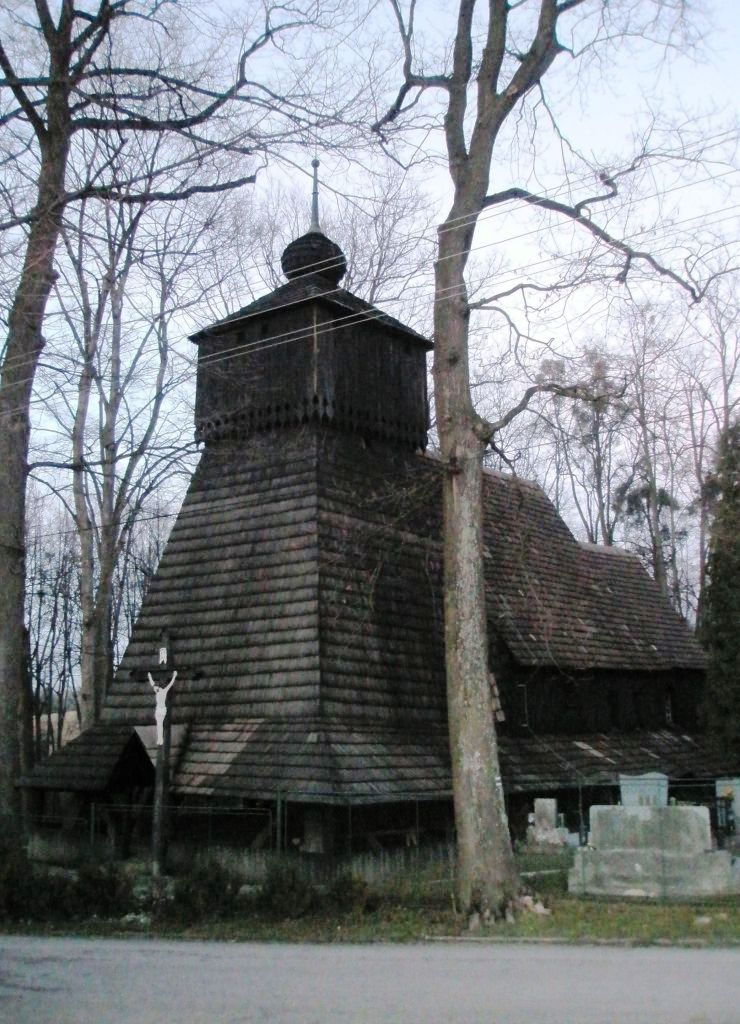
Blick auf den Turm vor der Renovierung, 2008

Die Fronleichnamskirche war ein typisches Beispiel für die früher zahlreichen Schrotholzkirchen in Schlesien. Sie wies große Ähnlichkeiten mit weiteren in ursprünglichem Zustand erhaltenen Holzkirchen der Region auf. Dazu gehörten das steile, tief heruntergezogene und mit Holzschindeln gedeckte Satteldach und die außen um das ganze Kirchenschiff und den Chor herumführende überdachte Holzgalerie, die im Tschechischen als Sobota und im Polnischen als Soboty bezeichnet wird. Sowohl die Form des Dachs als auch die überdachte Galerie dienten vorrangig dem Schutz des Gebäudes vor Wind und Feuchtigkeit. Darüber hinaus wurden die Galerien als Veranda genutzt und boten den Besuchern der Gottesdienste und anderer Veranstaltungen nötigenfalls einen Witterungsschutz. Gegenüber den anderen erhaltenen Holzkirchen, die teilweise erst im 18. Jahrhundert errichtet wurden, zeichnete sich die spätestens 1563 erbaute Fronleichnamskirche durch ihr hohes Alter aus. Eine Besonderheit der Fronleichnamskirche waren die ungewöhnlich starken tragenden Balken, mit Stärken von bis zu 60 Zentimetern.
Der Glockenturm war eine Holzkonstruktion, die an der Basis die Form eines Pyramidenstumpfs hatte. Im Erdgeschoss bildete er eine offene Halle als Vorraum des Kirchenschiffs, dessen Haupteingang durch den Turm zugänglich war. Oberhalb der Eingangshalle befand sich die mit Zierbrettern verschalte Glockenstube. Die Turmhaube hatte nicht mehr die ursprüngliche Form, sondern war im September 1781 durch eine barocke Zwiebelhaube ersetzt worden. In diesem Jahr wurde auch der bis dahin freistehende Glockenturm mit dem Kirchenschiff verbunden.
Die Fronleichnamskirche besaß drei Glocken. Die bereits genannte älteste Glocke von 1565 trug neben der Jahreszahl 1565 die lateinische Inschrift Verbum Domini manet in aeternum (deutsch: Wort des Herrn bleibt in Ewigkeit) und die Buchstaben „M.S.“  Die größte Glocke stammte aus dem Jahr 1819 und trug eine teilweise entfernte polnische Inschrift, die kleine Glocke wurde 1812 gegossen.
Auf den Glockenturm folgte als mittlerer Teil des Bauwerks das Kirchenschiff, mit einem rechteckigen Grundriss und einer flachen mit Holzbrettern verschalten Decke im Inneren. Die Orgelempore im Kirchenschiff wurde an der linken Wand fortgesetzt, um zusätzlichen Raum für Besucher zu schaffen. Für die Errichtung der Orgelempore wird das Jahr 1626 genannt. Die Brüstungen der Empore wiesen ornamentale Bemalungen auf, die an die Volkskunst der Goralen erinnerten. Sie konnten durch eine Inschrift auf das Jahr 1642 datiert und Stephan Sowa von Nieborow (Szczepan Sowa z Nieborowa) zugeschrieben werden. Sie galten als das älteste erhaltene Zeugnis schlesischer dekorativer Malerei.
Der Chor hatte einen geringfügig niedrigeren Dachfirst, sodass die innere Gliederung des Gebäudes bereits von außen erkennbar war. Die Decke des Chors war ebenfalls mit Holz verkleidet, täuschte aber im Unterschied zum Kirchenschiff ein Tonnengewölbe vor. Mit dieser Ausführung war die Fronleichnamskirche in der Tschechischen Republik einzigartig, andere Schrotholzkirchen hatten auch im Chor lediglich horizontale Decken. Der Boden des Chores lag gegenüber dem Kirchenschiff um eine Stufe erhöht.
Die Fronleichnamskirche erhielt 1863 einen neuen Ziegelboden und es wurde eine Stützmauer errichtet, weil die Wand mit dem Hauptaltar morsch geworden war und die Statik des Gebäudes gefährdete. Eine weitere große Instandsetzung erfolgte 1877, als das Dach und der Turm renoviert und die Bänke im Kirchenschiff erneuert wurden. Bei dieser Gelegenheit fand man auch ein in der Turmhaube hinterlassenes Dokument, aus dem die 1781 durchgeführten Arbeiten hervorgingen.
Die in einen Balken des Sturzes der Tür zur Sakristei angegebene Jahreszahl „1563“ war der früheste Beleg für die Existenz der Kirche zu diesem Zeitpunkt. Es wurde wiederholt in Zweifel gezogen, dass die Inschrift tatsächlich aus dem Jahr 1563 stammt. Die Angabe wird jedoch durch die Datierung einer der drei Kirchenglocken auf das Jahr 1565 gestützt. Für eine im August 2014 durchgeführte dendrochronologische Untersuchung wurden Proben aus den Holzwänden der Kirche und aus den Balken von Kirchenschiff und Kanzel entnommen. Das für den Bau der Kirche verwendete Tannenholz wurde der Untersuchung zufolge zwischen 1560 und 1564 gefällt.

## Inneneinrichtung

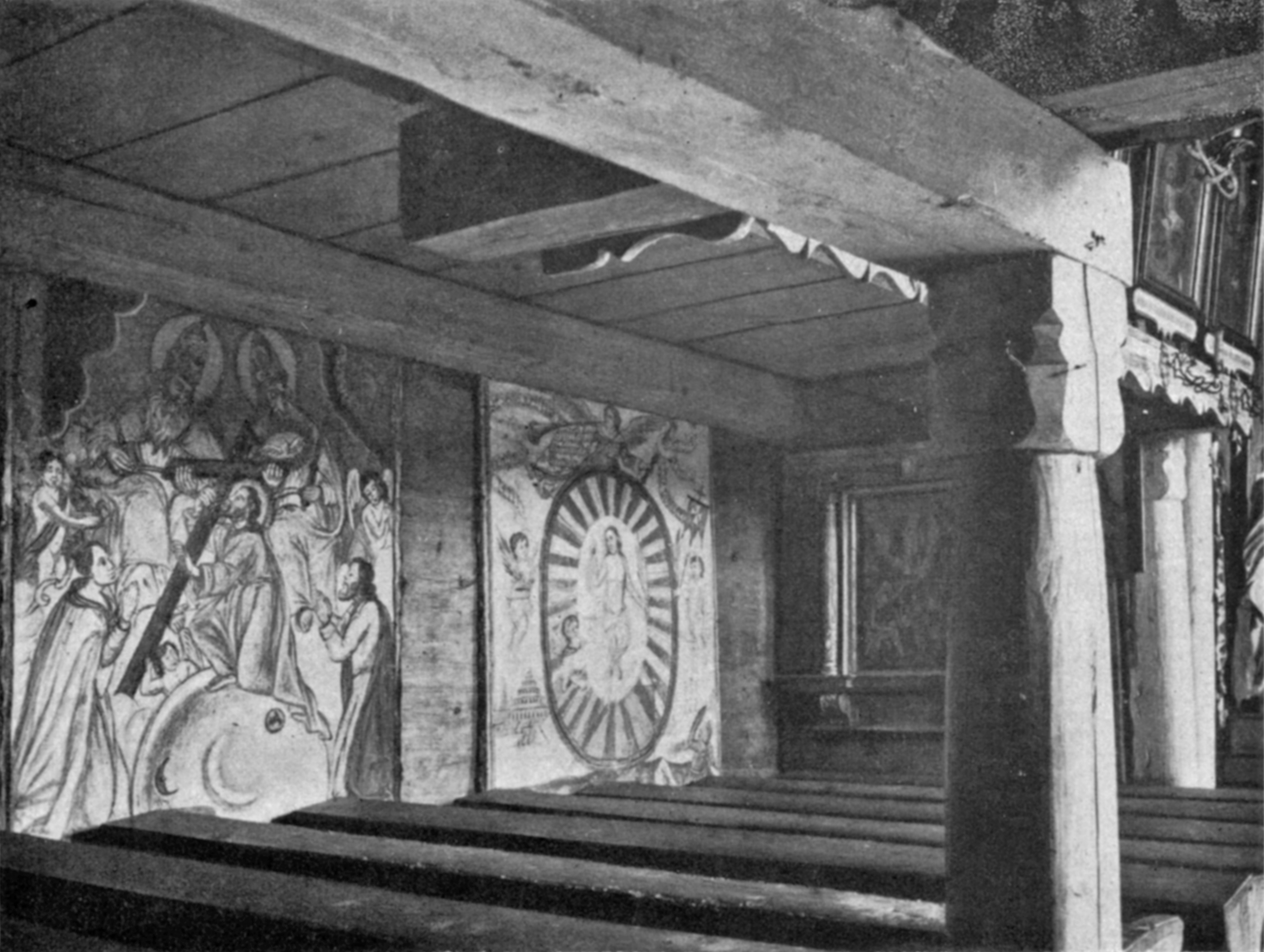
Innenraum der Kirche, um 1927

Der Hochaltar von 1591 war mit einer Abendmahlsszene versehen und weitgehend in ursprünglichem Zustand erhalten. Im Langhaus befand sich ein barocker Seitenaltar aus dem Jahr 1741 mit einem Bild der Maria Immaculata und zahlreichen Schnitzereien. Die Heiligenfiguren des Seitenaltars stellten unter anderem Dominica, die Apostel Petrus und Paulus sowie Franz Xaver dar, den Begründer der Jesuitenmission. An einer Wand des Kirchenschiffs befand sich ein Epitaph einer unbekannten Familie im Renaissancestil. Eine Inschrift war nicht mehr vorhanden, sie war möglicherweise zu einem unbestimmbaren Zeitpunkt beseitigt worden. Die Bänke und Kapitelle des Chores scheinen bereits zum ursprünglichen Inventar gehört zu haben.
Die Innenwände der Kirche waren mit Werken von Künstlern der Region aus dem 17. und 18. Jahrhundert geschmückt. Dazu gehörten zwei auf Leinwand gemalte und auf das Jahr 1739 datierte Bilder. Eines stellte mit zahlreichen Figuren die sieben Sakramente dar, das andere den Propheten Daniel als Traumdeuter des babylonischen Königs. Diese und einige weitere Bilder wurden wegen ihrer einfachen Darstellung der zeitgenössischen Volkskunst zugeordnet. Auf dem Hochaltar befand sich ein Gnadenbild, dessen Ausführung an die Schwarze Madonna von Tschenstochau erinnerte. An den Seitenwänden des Kirchenschiffs hingen zwei ältere Gemälde, eine Schaustellung des Herrn und eine Mater dolorosa. Einige der Gemälde dienten den in Teschen ansässigen Jesuiten als Schaubilder bei der Mission, um die Glaubensgeheimnisse bildlich zu vermitteln.

## Brandstiftung

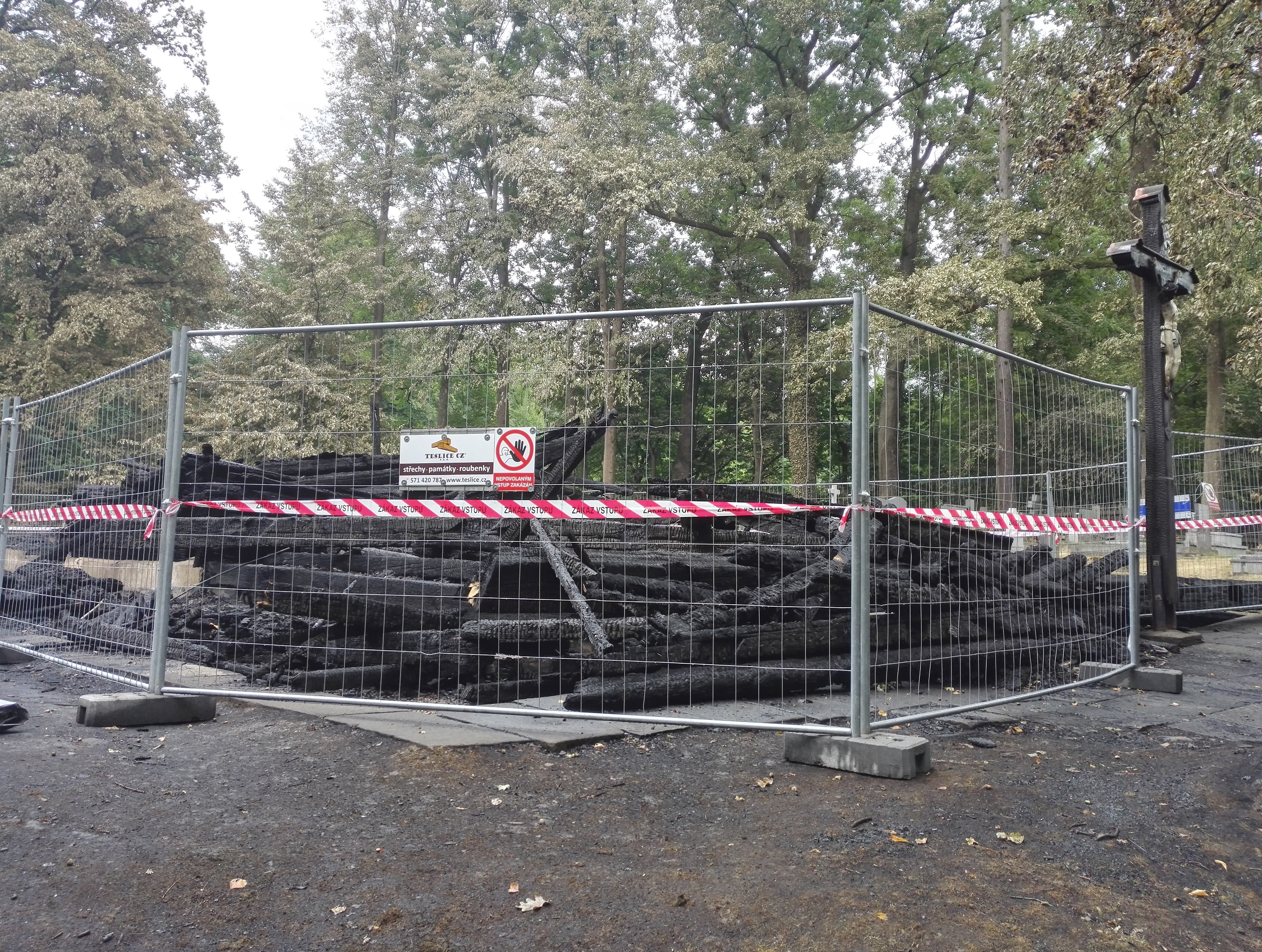
Die niedergebrannte Fronleichnamskirche, August 2017

In der Nacht vom 1. auf den 2. August 2017 brannte die Kirche vollständig nieder. Der Feueralarm wurde um 00:06 Uhr ausgelöst. Das späte Auslösen der Brandmelder deutet darauf hin, dass der Brand außen an der Kirche entstanden ist. Das Feuer zerstörte mit dem Gebäude auch die historische Inneneinrichtung und Gemälde aus dem späten 16. Jahrhundert. Das verlorene Kulturgut wird als unersetzlich betrachtet.
In der Nähe der niedergebrannten Kirche wurde eine Dose mit Brandbeschleuniger gefunden. Im Zusammenhang mit dem Brand wurden noch am 2. August 2017 drei Tatverdächtige festgenommen. Die beiden Erwachsenen und ein Jugendlicher werden der vorsätzlichen Brandstiftung beschuldigt. Für einen der Erwachsenen und den Jugendlichen beantragte die Staatsanwaltschaft wegen der zu erwartenden Haftstrafe von acht bis 15 Jahren beim zuständigen Bezirksgericht Untersuchungshaft. Der Tatbeitrag des dritten Beschuldigten sei weniger schwerwiegend. Über die Motive der mutmaßlichen Täter herrscht Unklarheit.
Am Morgen des 6. August 2017 fand an der Brandstelle vor einem weitgehend unversehrten Holzkreuz, das sich unmittelbar vor der Kirche befunden hatte, ein Gottesdienst unter freiem Himmel statt. Das Bistum Ostrau-Troppau bemüht sich um Lagerräume zur Unterbringung der möglicherweise für einen Wiederaufbau der Fronleichnamskirche verwendbaren Holzbalken.
Die Bürgermeisterin von Třinec zeigte sich nach dem Brand und dem Bekanntwerden der Brandstiftung fassungslos. Sie regte ein Benefizkonzert und eine öffentliche Sammlung für den Wiederaufbau der Kirche an. Die Kosten eines möglichen Wiederaufbaus seien großteils durch die Versicherung abgedeckt.

## Galerie

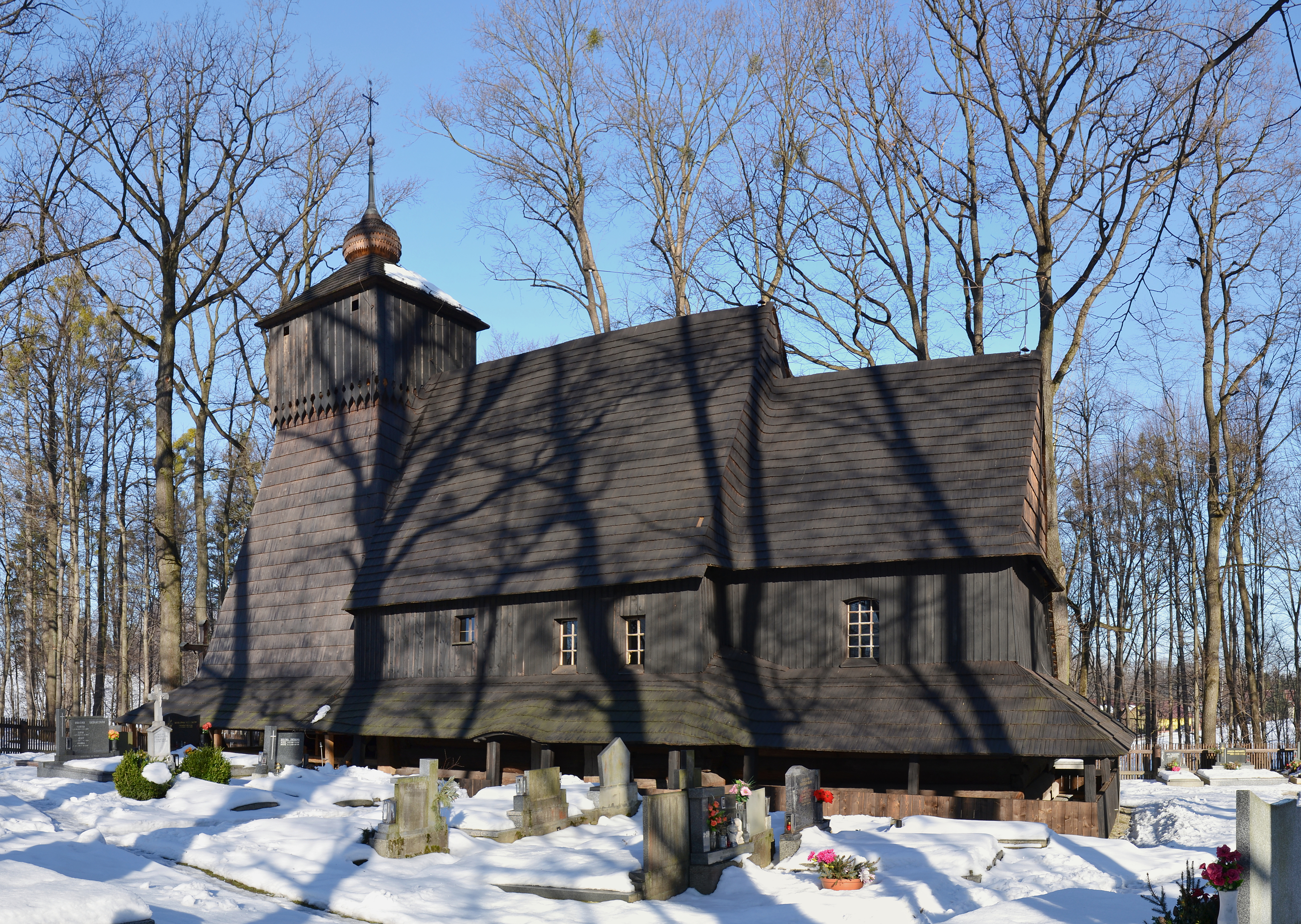
Fronleichnamskirche in Guty, Ansicht von Südosten, 2015
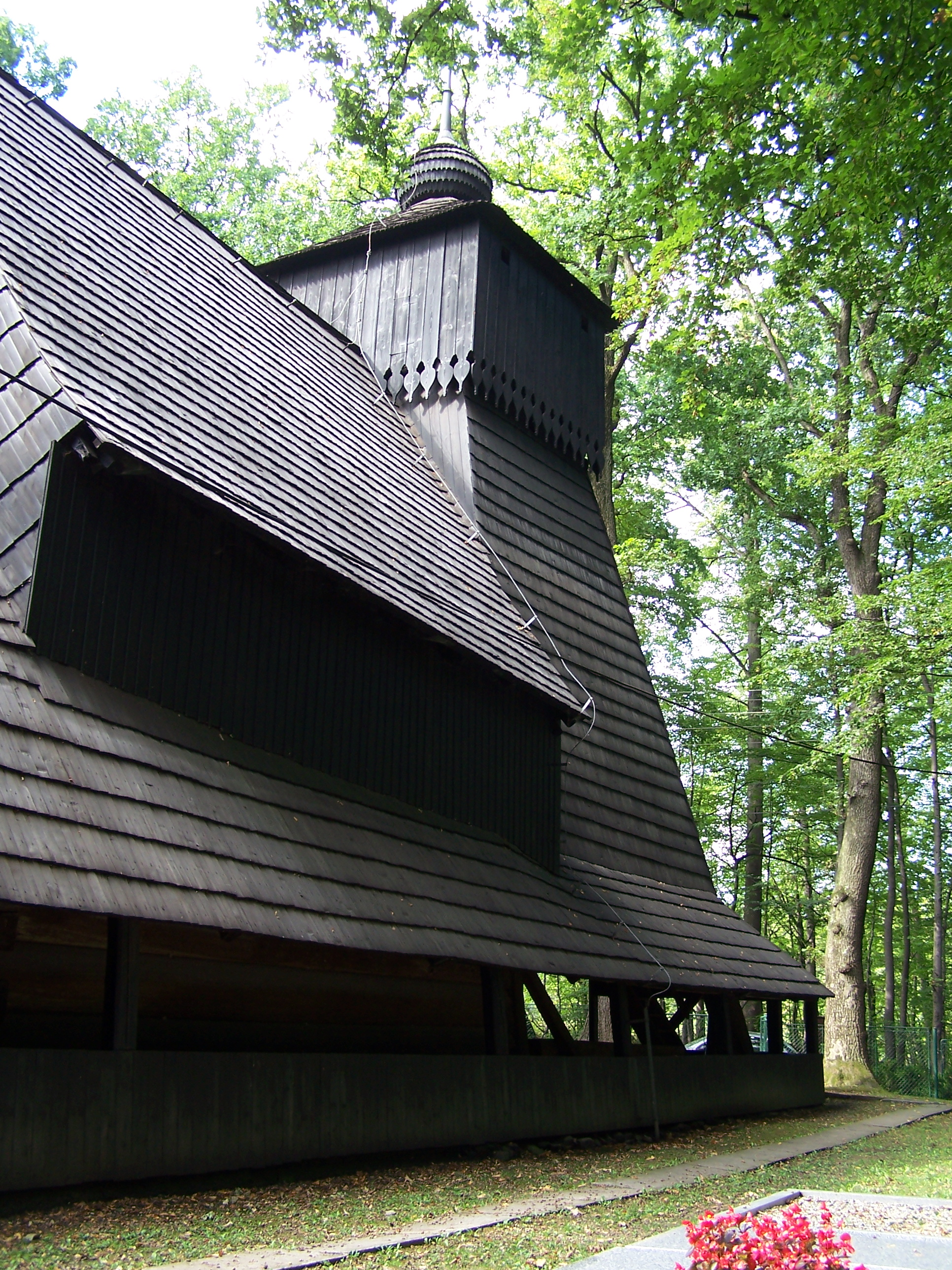
Umlaufender überdachter Gang, 2007
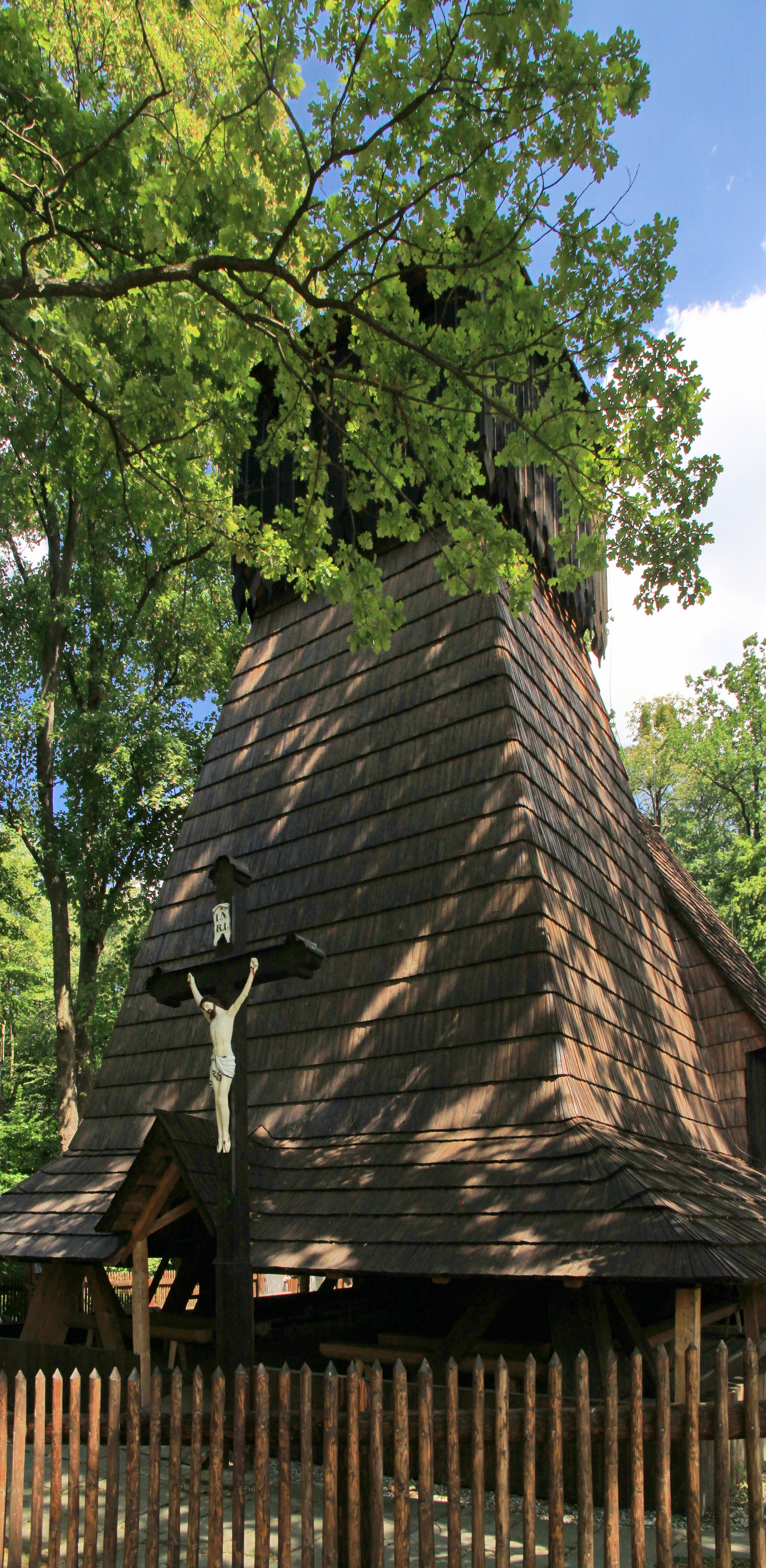
Ansicht des Turms von Norden, mit dem Kruzifix vor der Kirche, 2013
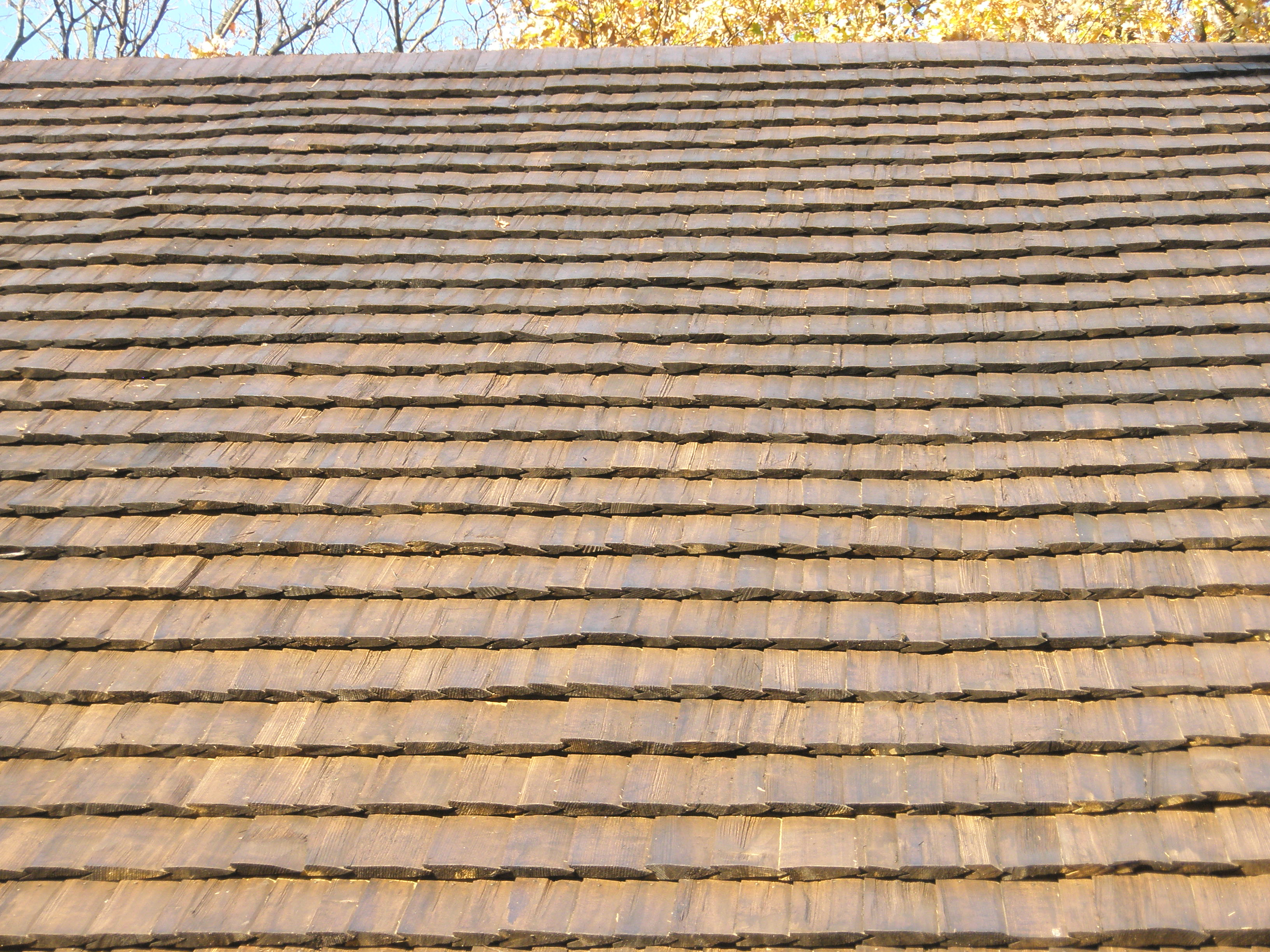
Detailansicht der Dachschindeln während der Renovierung, 2011

Historische Aufnahmen, um 1927
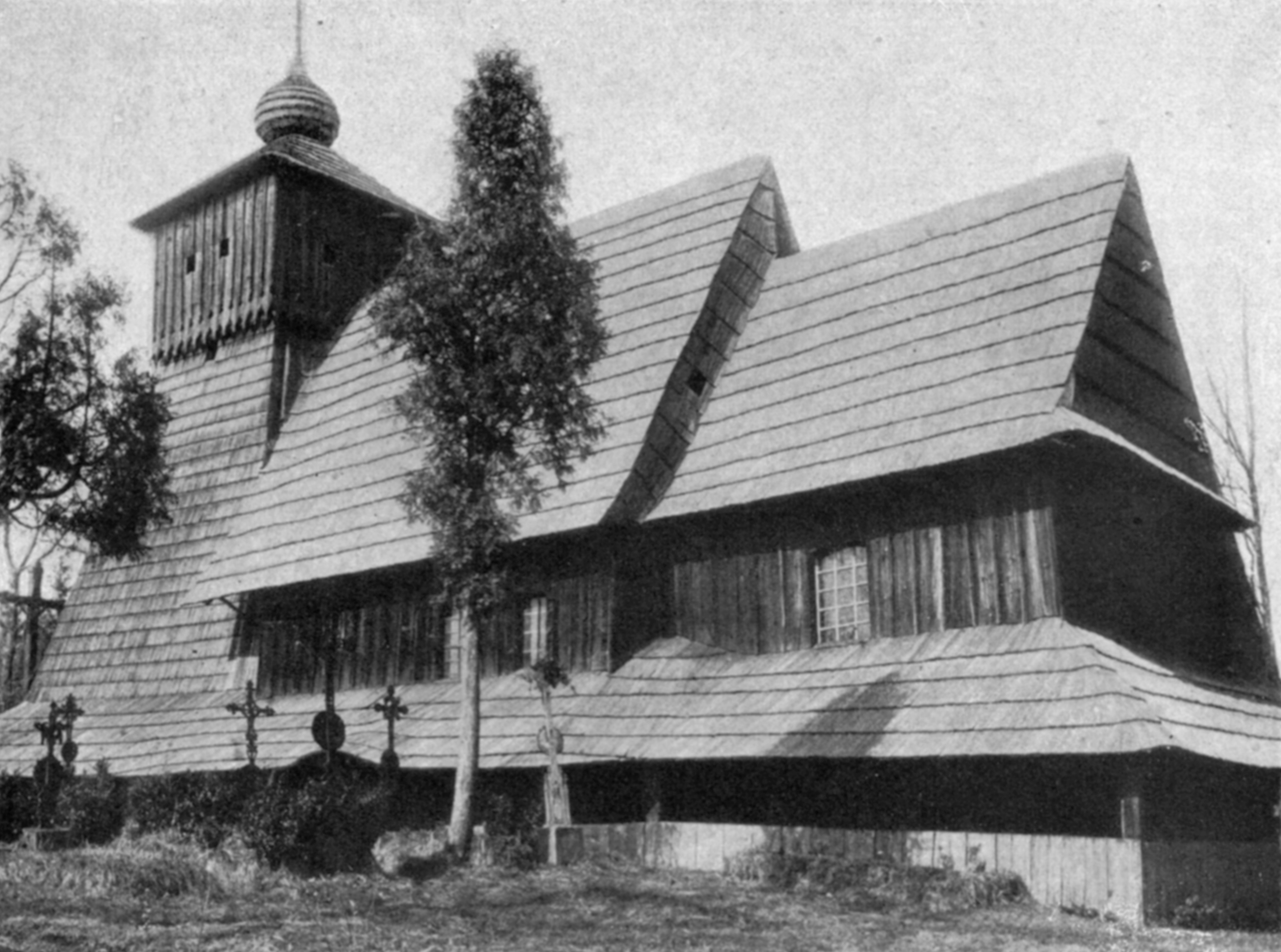
Ansicht von Südosten
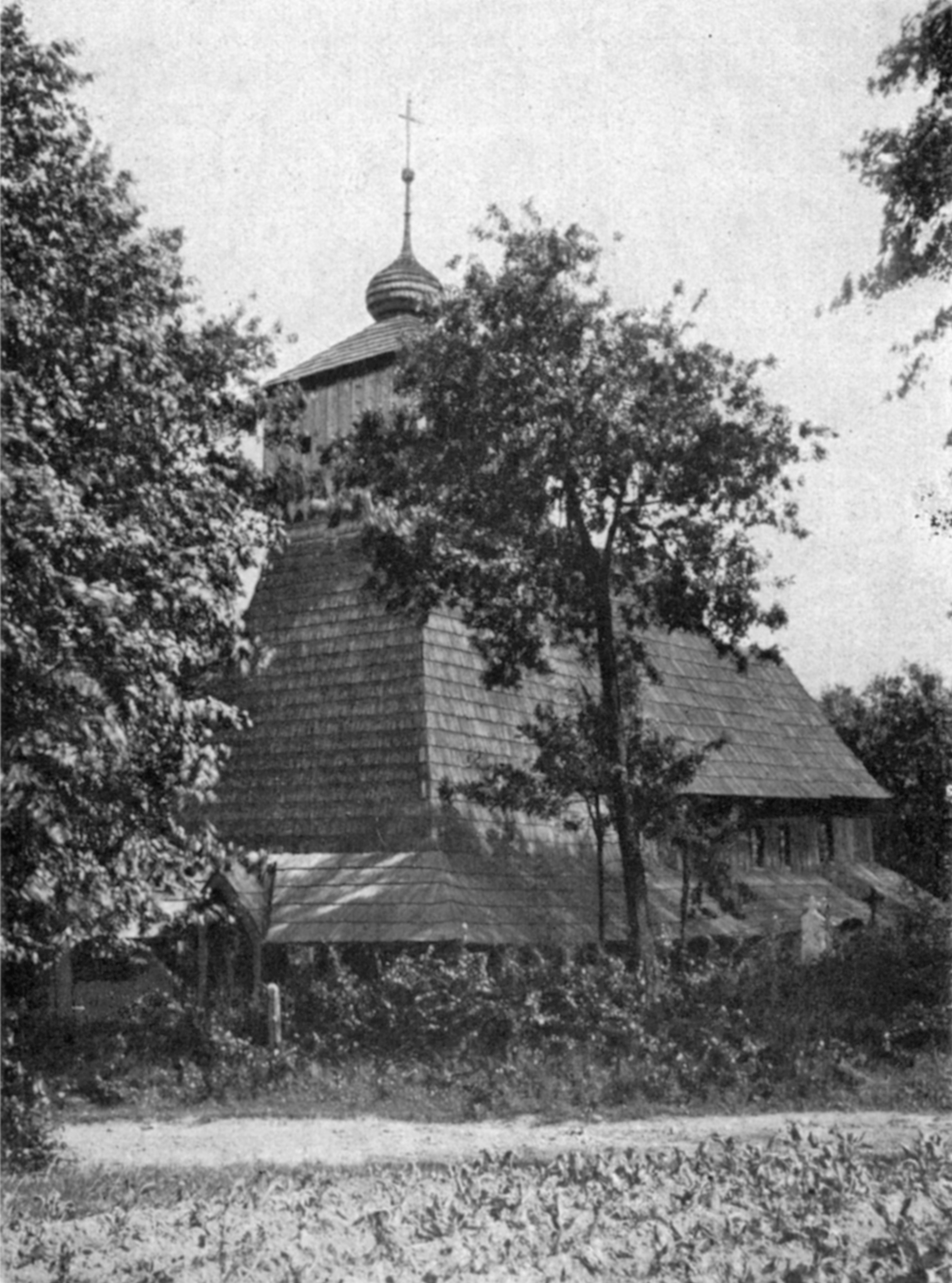
Ansicht von Südwesten
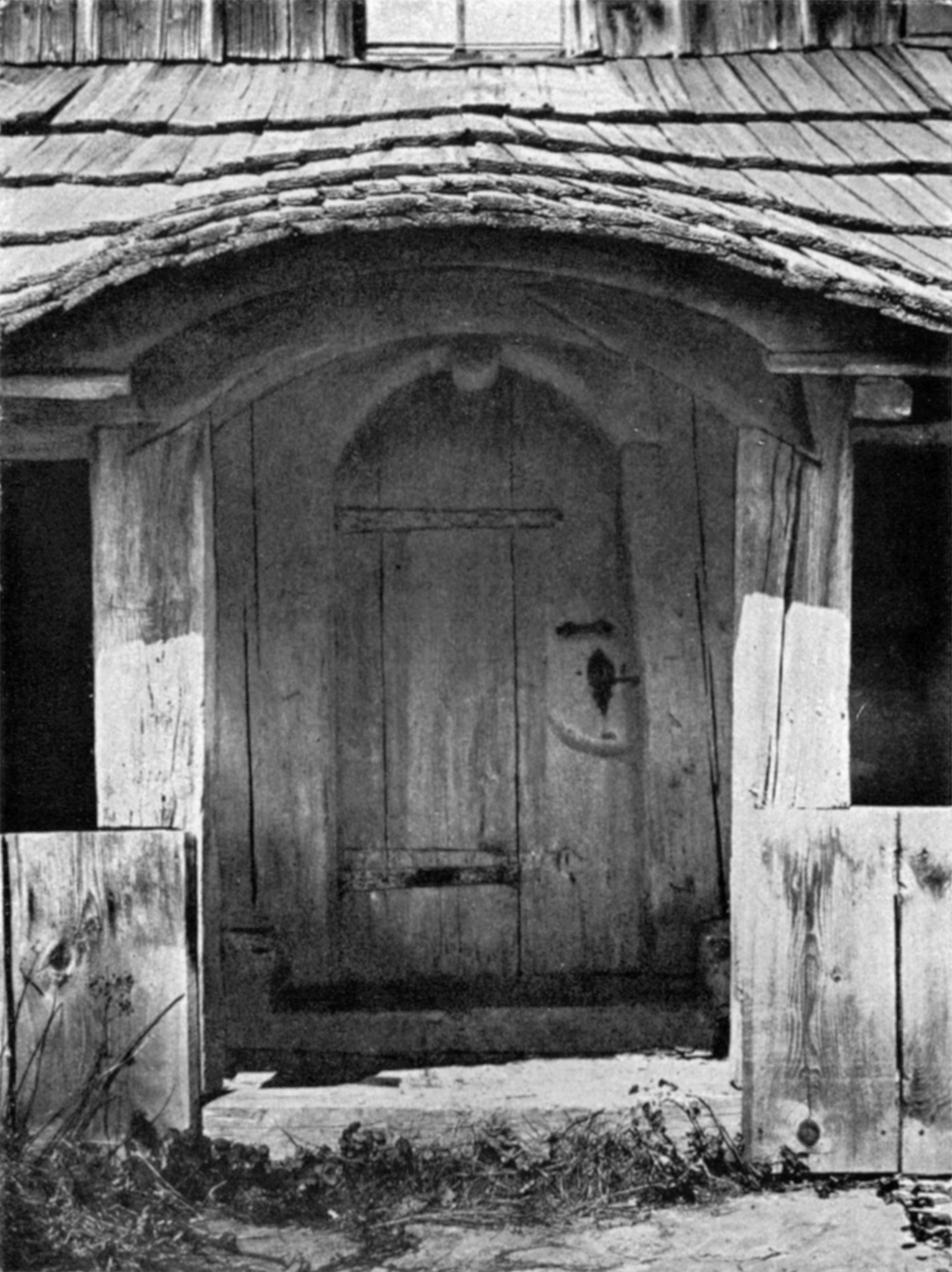
Seiteneingang